# Acanthurus nigros
Acanthurus nigros là một loài cá biển thuộc chi Acanthurus trong họ Cá đuôi gai. Loài cá này được mô tả lần đầu tiên vào năm 1861.

## Từ nguyên
Tính từ định danh của loài cá này, nigros, trong tiếng Latinh có nghĩa là "màu đen", hàm ý đề cập đến những đốm đen ở điểm tiếp giáp giữa gốc vây lưng và vây hậu môn với cuống đuôi.

## Phân loại
Trước đây, A. nigros được coi là danh pháp đồng nghĩa của Acanthurus nigroris vì sự tương đồng về hình thái. Tuy nhiên, số tia vây giữa hai loài này lại có sự chênh lệch, và kết quả phân tích di truyền cũng cho thấy, A. nigros thực sự là một danh pháp hợp lệ.

## Phạm vi phân bố
Những mẫu vật của A. nigroris trước đây được thu thập ở nhiều quốc đảo thuộc khu vực Trung - Nam Thái Bình Dương và tại rạn san hô Great Barrier đã được xác định lại là của A. nigros. Trong khi đó, phạm vi phân bố của A. nigroris đã được giới hạn xung quanh quần đảo Hawaii và đảo Johnston, trở thành loài đặc hữu của khu vực này.

## Mô tả
Chiều dài cơ thể tối đa được ghi nhận ở A. nigros là 25 cm. Loài cá này có một mảnh xương nhọn chĩa ra ở mỗi bên cuống đuôi tạo thành ngạnh sắc, là đặc điểm của họ Cá đuôi gai.
A. nigros có màu nâu sẫm với những vân sọc màu xanh lam ở hai bên thân, dọc theo chiều dài của cơ thể. Đầu có màu xám nhạt. Cuống đuôi có một dải trắng. Điểm tiếp giáp giữa gốc vây lưng và vây hậu môn với cuống đuôi có đốm đen. Rìa của vây lưng và vây hậu môn có màu xanh ánh kim hoặc trắng.
So với A. nigroris, A. nigros có số lượng tia vây ở vây lưng và vây hậu môn, cũng như số lược mang ít hơn. Vây đuôi của A. nigroris lõm hơn một chút so với A. nigros.
Số gai ở vây lưng: 9; Số tia vây ở vây lưng: 23 - 26; Số gai ở vây hậu môn: 3; Số tia vây ở vây hậu môn: 22 - 24; Số tia vây ở vây ngực: 15 - 16.

### Trích dẫn
- John E. Randall; Joseph D. DiBattista; Christie Wilcox (2011). “Acanthurus nigros Günther, a Valid Species of Surgeonfish, Distinct from the Hawaiian A. nigroris Valenciennes” (PDF). Pacific Science. 65 (2): 265–275.[liên kết hỏng]